# Dicaeum haematostictum
Pica-flor-de-colar-preto ou pica-flor-de-avental (Dicaeum haematostictum) é uma espécie de ave da família Dicaeidae.
É endémica das Filipinas.
Os seus habitats naturais são: florestas subtropicais ou tropicais húmidas de baixa altitude, regiões subtropicais ou tropicais húmidas de alta altitude, matagal húmido tropical ou subtropical e jardins rurais.
Está ameaçada por perda de habitat.